# باتريك ميرفي (مدرب رياضي)
باتريك ميرفي (بالإنجليزية: Patrick Murphy)‏ هو مدرب رياضي أمريكي، ولد في 28 نوفمبر 1965 في واترلو في الولايات المتحدة.